# Yssac-la-Tourette
Yssac-la-Tourette (1793 noch mit der Schreibweise Issac la Tourette) ist eine französische Gemeinde mit 396 Einwohnern (Stand: 1. Januar 2022) im Département Puy-de-Dôme in der Region Auvergne-Rhône-Alpes. Sie gehört zum Arrondissement Riom und zum Gemeindeverband Combrailles Sioule et Morge. Die Bewohner werden Touretaires genannt.

## Geografie
Die Gemeinde Yssac-la-Tourette liegt am Nordostrand des Zentralmassivs im Einzugsgebiet der Stadt Riom, etwa 20 Kilometer nördlich von Clermont-Ferrand. Nach Westen hin steigt das Gelände im Gemeindegebiet allmählich auf über 400 Meter über dem Meer an. Mit 2,14 km² gehört Yssac-la-Tourette zu den nach Fläche kleinsten Gemeinden der Auvergne. Im Nordwesten der Gemeinde fließt der Chambaron, ein Nebenfluss der Morge. Nachbargemeinden von Yssac-la-Tourette sind Gimeaux im Norden, Davayat im Nordosten, Saint-Bonnet-près-Riom im Südosten und Süden, Châtel-Guyon im Westen sowie Prompsat im Nordwesten.

## Geschichte
Die heutige Gemeinde entstand aus der Vereinigung der beiden benachbarten Dörfer Issat im Westen und La Turetta im Osten. Dies geschah um das Jahr 1653. Bereits 1222 wurde ein erster Tempel errichtet.
Im 19. Jahrhundert blühte die Wirtschaft im Dorf durch den Weinbau, jäh unterbrochen durch die Reblauskrise.
Die Anziehungskraft der nahen Großstadt Clermont-Ferrand war groß und so verließen viele Bewohner das Dorf. Auch der Missionar Guillaume Douarre nahm viele Einwohner mit nach Neukaledonien.

### Bevölkerungsentwicklung
| Jahr      | 1962 | 1968 | 1975 | 1982 | 1990 | 1999 | 2006 | 2013 | 2022 |
| Einwohner | 264  | 278  | 263  | 249  | 287  | 318  | 346  | 361  | 396  |

Im Jahr 1846 wurde mit 632 Bewohnern die bisher höchste Einwohnerzahl ermittelt. Die Zahlen basieren auf den Daten von cassini.ehess und INSEE.

## Sehenswürdigkeiten

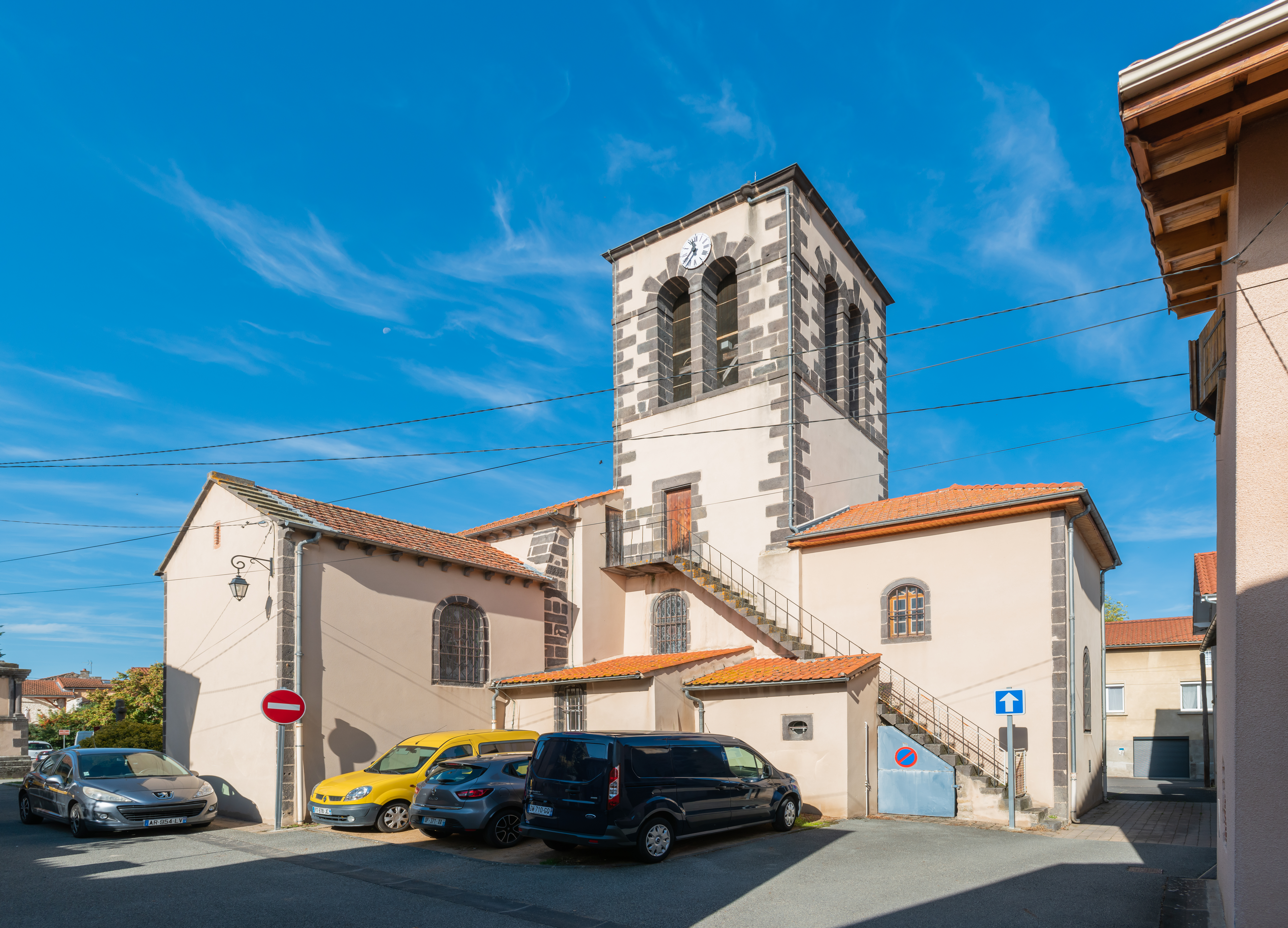
Kirche Saint-Saturnin
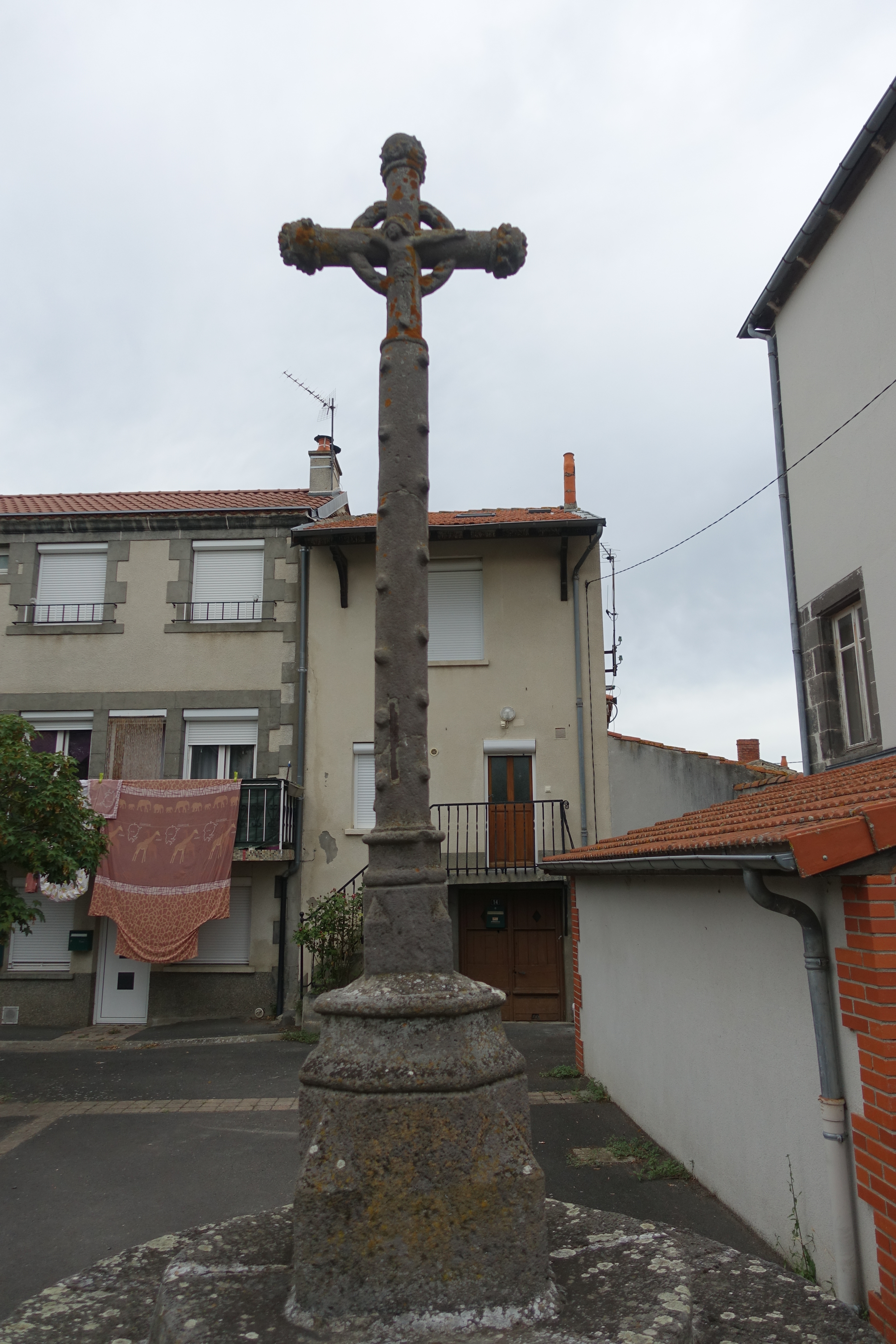
mehrere Flurkreuze

- Kirche Saint-Saturnin
- Flurkreuz

## Wirtschaft und Infrastruktur
In der Gemeinde Yssac-la-Tourette sind 15 Landwirtschaftsbetriebe ansässig (Anbau von Getreide, Hülsenfrüchten und Ölsaaten, Rinderzucht)
Die Weinreben in Yssac-la-Tourette sind Teil des Weinbaugebietes Côtes d’Auvergne.
Drei Kilometer östlich von Yssac-la-Tourette verläuft die Autoroute A71.

## Belege
1. ↑  Ortsname auf cassini.ehess.fr
2. ↑  Geschichtsabriss auf cotesdecombrailles.fr (französisch)
3. ↑  Yssac-la-Tourette auf cassini.ehess
4. ↑  Yssac-la-Tourette auf INSEE
5. ↑  Landwirtschaftsbetriebe auf annuaire-mairie.fr